# Акакий Синайский
Акакий Синайский (первая половина VI века) — христианский святой, почитаемый в Православной церкви в лике преподобных. Память совершается (по юлианскому календарю): 7 июля, 29 ноября, в среду Светлой седмицы (Собор Синайских преподобных).

## Жизнеописание
Об Акакии известно из «Лествицы» преподобного Иоанна Лествичника. Акакий был послушником у некоего сурового старца, который «мучил его ежедневно не только укоризнами и ругательствами, но и побоями». Юноша всё смиренно терпел и через 9 лет послушания скончался. Об этом сообщили его наставнику. Спустя пять дней этот наставник сказал одному пребывавшему там великому старцу: «Отче, брат Акакий умер». Но старец сказал ему: «Поверь мне, старче, я сомневаюсь в этом». «Поди и посмотри», — ответил тот.

Немедленно встав, старец приходит в усыпальницу с наставником блаженного оного подвижника, и взывает к нему, как бы к живому (ибо поистине он был жив и после смерти), и говорит: «Брат Акакий, умер ли ты?» Сей же благоразумный послушник, оказывая послушание и после смерти, отвечал великому: «Отче, как можно умереть делателю послушания?».

После этого бывший наставник провёл остаток своей жизни в затворе близ гроба Акакия, говоря другим монахам «Я сделал убийство». По мнению Иоанна Лествичника, великий старец, говоривший с умершим, мог быть сам Иоанн Савваит (Молчальник), рассказавший ему это. 

## Гимнография и иконография
В IX веке Феофан Начертанный написал канон преподобному Акакию, который содержит акростих «Акакия избраннаго послушателя песньми пою». Служба святому включает в себя также стихиры и седальн.
Согласно «Ерминии» Дионисия Фурноаграфиота Акакий изображается как «молодой, с бородою едва показавшеюся». К наиболее известным изображениям преподобного Акакия относятся:
- мозаика кафоликона монастыря Осиос Лукас (1030-е годы);
- фреска в церкви Спаса Преображения на Ковалёве в Новгороде (1380 год). В руку святому на изображении помещён свиток со словами: «Чадо послушания не умирает николиже».